# ألفريدو إستيفيز
ألفريدو مانويل موسينهو إستيفيز (بالبرتغالية: Alfredo Esteves) (مواليد 6 أبريل 1976 في لشبونة) لاعب كرة قدم تيموري شرقي دولي يجيد اللعب في خط الدفاع . يلعب حاليا لصالح نادي ساوث كوست وولفز الأسترالي منذ 2008 .

## روابط خارجية
- ألفريدو إستيفيز على موقع قاعدة بيانات كرة القدم.إي يو (الإنجليزية)
- ألفريدو إستيفيز على موقع ناشيونال فوتبول تيمز (الإنجليزية)